# Dora Garbade
Dora Garbade (* 22. März 1893 in Schwachhausen (Bremen); † 7. Dezember 1981 in Bremen) war eine Landfrau und bedeutende Wegbereiterin der Landfrauenbewegung in Niedersachsen.

## Leben und Wirken
Gesine Mathilde Julie Theodore Depken, bekannt als Dora Garbade, war die älteste Tochter von sieben Kindern des Ehepaares Johann Depken und Julie, geborene Weyrauch. Ihr Vater stammte aus der Dynastie der Depkens, die in vielen Jahren der Landwirtschaftskammer Bremen vorstanden. Ihr Großvater Johann Depken war Abgeordneter des Deutschen Reichstages. Dora Garbade besuchte eine Höhere Töchterschule und lernte später Hauswirtschaft in Hessen. 1919 heiratete sie den Gutsbesitzer Hermann Garbade aus Bremen-Hastedt und wurde Mutter von Tochter Julia (1921). Zusammen mit ihrem Ehemann verwaltete sie das einstmalige adlige Gut Nutzhorn bei Schierbrok (Ganderkesee) mit Getreide- und Tabakanbau sowie Milchvieh-, Huhn- und Schweinezucht.
Dora Garbade engagierte sich über Jahrzehnte für ein besseres Leben der Frauen im ländlichen Raum. Sie gehörte der Kommission für Lehrlinge der Landwirtschaftskammer Oldenburg an und bildete seit 1926 einhundert Ländlich-Hauswirtschaftliche Lehrlinge aus. Sie wurde als einziges weibliches Mitglied in den Vorstand der Landwirtschaftskammer Weser-Ems gewählt und gründete 1927 den ersten Landwirtschaftlichen Hausfrauenverein in Delmenhorst, heute Landfrauenverein (VHL) Das Ziel war den Landfrauen eine bessere Ausbildung anzubieten. Ab 1948 entwickelte sie als langjährige Vorsitzende den Landfrauenverband Weser-Ems zu einer machtvollen „Frauenlobby“. Ab 1960 baute Garbade das Evangelische Dorfhelferinnenwerk Niedersachsen mit auf, welches Familien in Notsituationen unterstützt. Sie starb am 7. Dezember 1981 mit 88 Jahren in Bremen.

## Auszeichnungen
Dora Garbade erhielt mehrere Auszeichnungen für ihr Engagement. 1956 erhielt sie das Verdienstkreuz Erster Klasse des Verdienstordens der Bundesrepublik Deutschland sowie die goldene Ehrennadel des Niedersächsischen Landvolkes. 1963 erhielt sie das Große Verdienstkreuz des Niedersächsischen Verdienstordens. Im selben Jahr erhielt sie die Goldene Biene des Deutschen Landfrauenverbandes und wurde mit der Auszeichnung der Thaer-Thúnen-Medaille in Silber gewürdigt.
2013 wurde sie in Ganderkesee im Rahmen der Initiative frauenORTE Niedersachsen geehrt. 2015 rief der Landfrauenverband Niedersachsen ihr zur Ehre den Dora-Garbade-Preis ins Leben.
2022 wurde in Schierbrok die Dora-Garbade-Straße nach ihr benannt.